# 无终街道
无终街道，是中华人民共和国河北省唐山市玉田县下辖的一个街道办事处，得名于商周時期的無終國。
2013年，河北省民政厅批复同意将玉田镇所辖的玉兴楼、暖泉、城西、一号小区、玉华园、繁荣路、昌盛、豪门、彭西、府后、旭升、阜金、广场、玉锦佳园、凤栖园15个居民委员会从玉田镇划出，设立无终街道办事处。无终街道办事处驻无终西路868号。

## 行政区划
无终街道下辖以下地区：
玉兴楼社区、暖泉社区、城西社区、一号小区社区、玉花园社区、繁荣路社区、昌盛社区、豪门社区、铁路社区、彭西社区、府后社区、建设楼社区、旭升社区、阜金社区、益康社区、玉花园新区社区、广场社区、宏泰社区、凯悦社区、凤栖园社区、玉锦社区、华景社区和梧桐社区。